# گورستان سید محمد
گورستان سید محمد مربوط به سدهٔ ۸ و ۹ ه‍.ق است و در شهرستان دالاهو، بخش مرکزی، دهستان بان زرده، روستای سید محمد واقع شده و این اثر در تاریخ ۲۶ اسفند ۱۳۸۶ با شمارهٔ ثبت ۲۱۷۵۵ به‌عنوان یکی از آثار ملی ایران به ثبت رسیده است.